# أغاف رقيق
الأغراف الرقيق أو الأغاف العنكبوتي أو الأغاف الحباري (الاسم العلمي: Agave bracteosa) هو نوع ينتمي للفصيلة الهليونية. ويستوطن سلسلة جبال سييرا مادري أورينتال في المكسيك، وولاية نويفو ليون. ويتواجد على الأجراف والمنحدرات الصخرية على ارتفاع من 900 إلى 1،700 متر.
ويعتبر حجمه صغير عن بقية أنواع الأغاف، وله أوراق خضراء طويلة عُصارية وسنانية الشكل، يتراوح طولها بين 50-70 سم و 3-5 سم في القاعدة. ولها أسنان منشارية صغيرة حول الحواف، ولكن لا أسنان أو أشواك في النهاية. وللأوراق قابلية للزحف، يمكن تشبيها نوعاً ما بنفس مايفعله الأغاف الأخطبوطي. وسنبلة الأزهار قصيرة يصل طولها بين 1.2-1.7 متر، ويغطى الثلث العلوي بكثافة بأزهار بيضاء أو صفراء باهتة.